# Pararchidendron pruinosum
Pararchidendron pruinosum là một loài thực vật có hoa trong họ Đậu. Loài này được (Benth.) I.C.Nielsen miêu tả khoa học đầu tiên.

## Hình ảnh

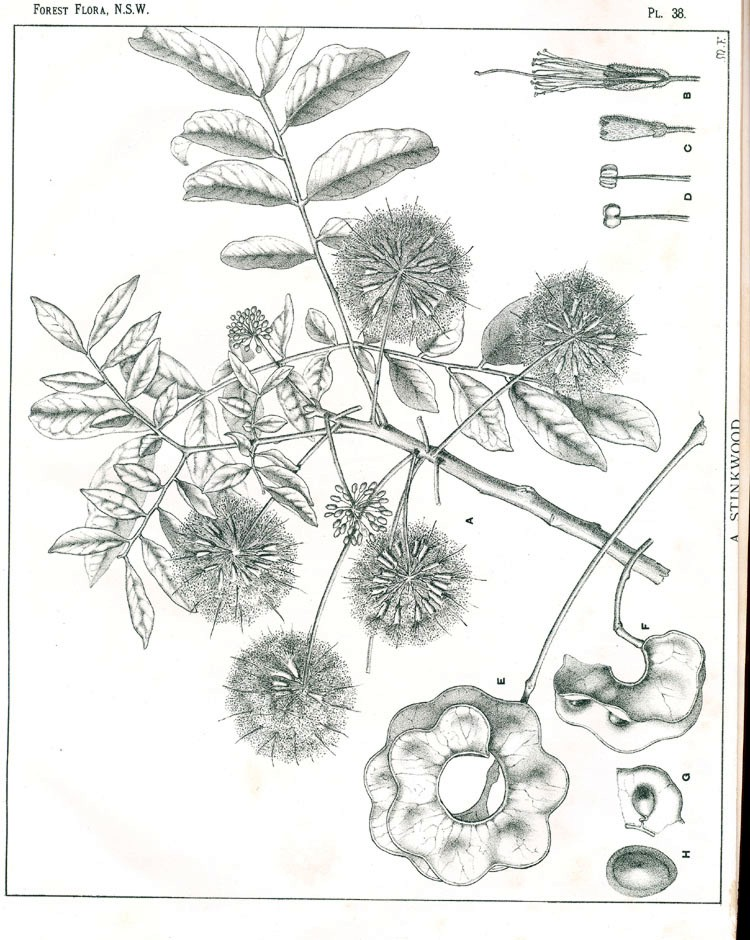
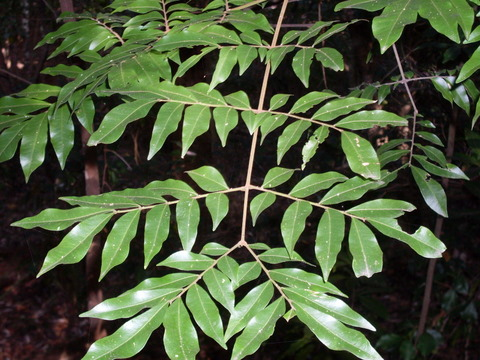
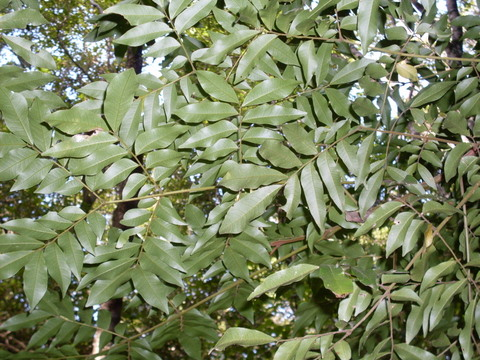
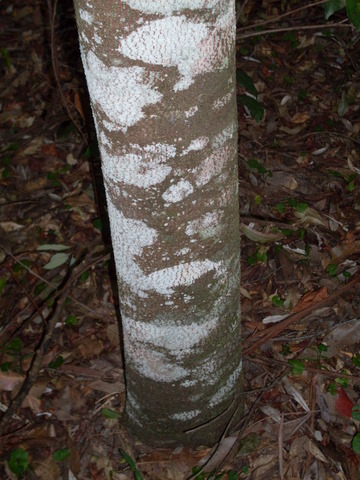